# بروس توماس (عازف باس)
بروس توماس (بالإنجليزية: Bruce Thomas)‏ هو عازف باس بريطاني، ولد في 14 أغسطس 1948.

## وصلات خارجية
- بروس توماس على موقع ميوزك برينز (الإنجليزية)
- بروس توماس على موقع أول ميوزيك (الإنجليزية)
- بروس توماس على موقع ديسكوغز (الإنجليزية)